# Autostrady i drogi ekspresowe w Szwajcarii

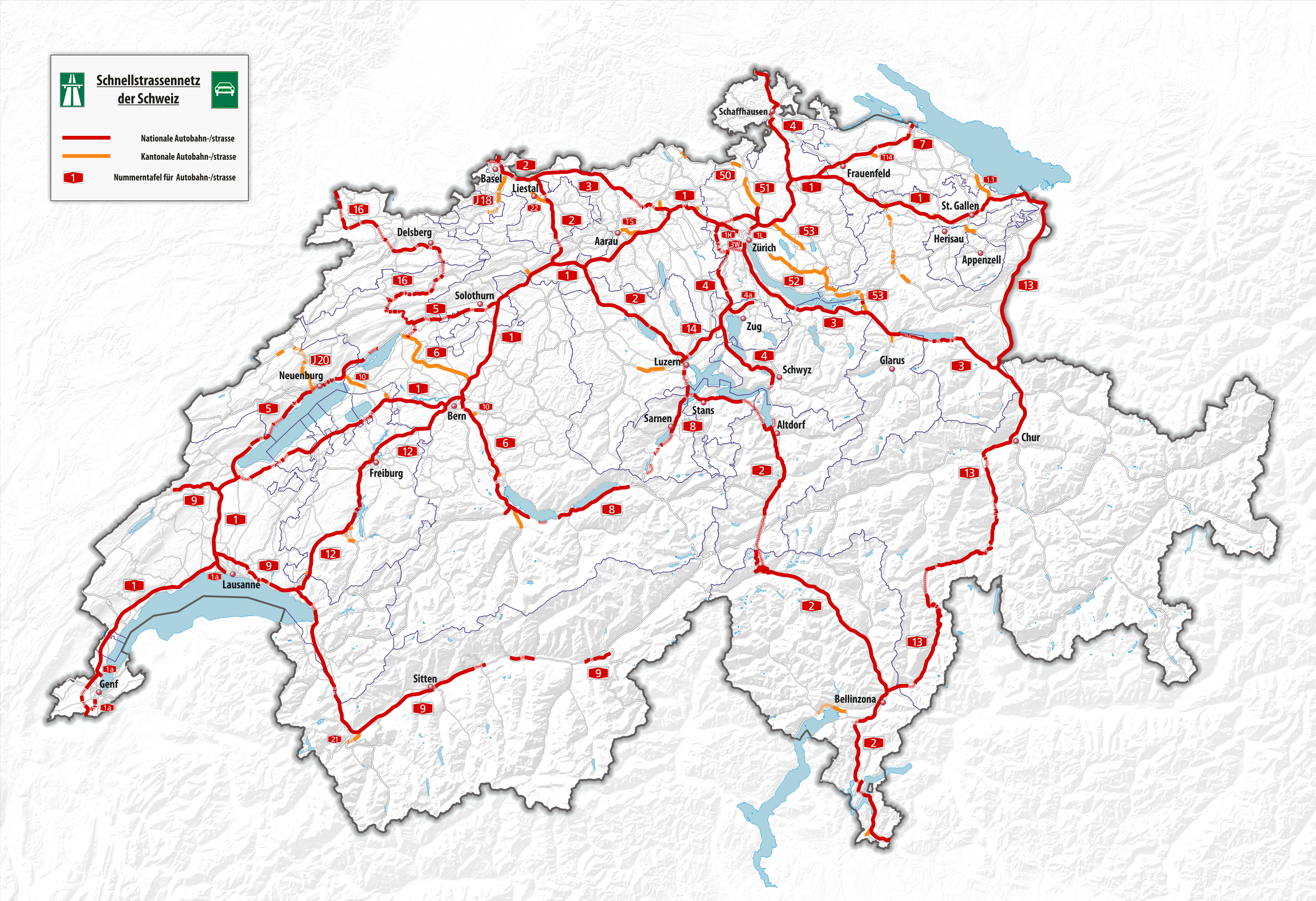
Sieć autostrad i dróg ekspresowych w Szwajcarii

Znak szwajcarskich autostrad (maks. 120 km / h)

Znak szwajcarskich dróg ekspresowych (maks. 100 km / h)

Autostrady w Szwajcarii można podzielić na krajowe i kantonalne. Krajowe autostrady (niem. Autobahnen / fr. Autoroutes / wł. Autostrade / retorom. Autostradas) są na ogół płatne, a kantonalne są bezpłatne. Numeracja Autostrada jest również używana do numeracji dróg ekspresowych (niem. Autostrassen / fr. Semi-autoroute) – podstawą tego jest konfiguracja tras niezidentyfikowanych. Ponadto, sieć autostrad w Szwajcarii jest jedną z najgęstszych na świecie.

## Lista autostrad w Szwajcarii
uwaga: kursywa – w budowie lub w planach.
| Numer | Przebieg |
| ----- | --- |
| A1    | A13 – St. Margrethen (Austria) – A1.1 – St. Gallen – Winterthur – Zürich – Olten – Aarau – Berno – Murten – Avenches – Payerne – Estavayer-le-Lac – Yverdon-les-Bains – Lausanne – Nyon – Genewa – Bardonnex (Francja) |
| A2    | Bazylea (Niemcy) – Olten – Lucerna – Altdorf – tunel św. Gotarda – Bellinzona – Lugano – Chiasso (Włochy) |
| A3    | Bazylea (Francja) – Augst – Brugg – Birmensdorf/Zurych – Thalwil – Pfäffikon – Ziegelbrücke – Sargans |
| A4    | Bargen (Niemcy) – Schaffhausen – Winterthur/Zurych – Knonau – Cham – Brunnen – Altdorf |
| A5    | Luterbach – Solura – (Biel/Bienne – La Neuveville) – Neuchâtel – (Yverdon) |
| A6    | Lyss – Urtenen-Schönbühl/Berno – Thun – Wimmis |
| A7    | Kreuzlingen (Niemcy) – Weinfelden – Frauenfeld – Winterthur |
| A8    | Hergiswil – Sarnen – (Sachseln – Brünig Pass – Brienzwiler) – Interlaken – Spiez |
| A9    | Vallorbe (Francja) – Chavornay / Villars-Sainte-Croix – Vevey – Sion – Sierre – Visp – Brig-Glis – Simplon – Gondo (Włochy)                                                                                            |
| A10   | Muri bei Bern – Rüfenacht |
| A12   | Berno – Fribourg – Bulle – Vevey |
| A13   | St. Margrethen (Austria) – Buchs – Sargans – Landquart – Chur – Thusis – tunel San Bernardino – Bellinzona |
| A14   | Lucerna – Cham |
| A16   | Boncourt (Francja) – Porrentruy – Delémont – Moutier – Biel/Bienne („Transjurane”) |
| A19   | Brig-Glis – Naters |
| A21   | Wielka Przełęcz Świętego Bednarda – Tunel |
| A28   | Landquart – Klosters |
| A50   | Rheinsfelden – Glattfelden |
| A51   | Bülach – Zurych-Północ |
| A52   | Zumikon – Hinwil (Forchstrasse) |
| A53   | Kloten – North – Reichenburg („Zürcher Oberlandautobahn”) |